# Seconda invasione carmata dell'Egitto
La Seconda invasione carmata dell'Egitto avvenne nel 974, allorquando i Carmati del Bahrayn invasero senza successo l'Egitto, sede (dal 973) del Califfato fatimide. I Carmati avevano già invaso l'Egitto senza successo  nel 971, riuscendo tuttavia a scacciare i Fatimidi dal Levante. Il califfo fatimide al-Mu'izz stentò alquanto a contenere la minaccia carmata, anche perché l'erario era svuotato e la popolazione esasperata dal rapace fiscalismo. I tentativi di ottenere dai Carmati, che appartenevano a un ramo differente della stessa setta Ismailita del Sciismo da cui aveva avuto origine la dinastia fatimide, il riconoscimento del titolo di imam, risultarono vani venendo respinti perentoriamente dal capo carmata, al-Hasan al-A'sam. Verso la fine del 973, il notabile alide Akhu Muslim entrò in Egitto e condusse una rivolta contro i Fatimidi e i loro rapaci esattori fiscali, portando dalla propria parte altri scontenti ashraf alidi. L'attacco principale fu lanciato nella primavera 974. L'esercito carmato entrò in Egitto e occupò il Delta del Nilo prima di deviare a sud in direzione del Cairo, ma fu sconfitto dall'erede al trono fatimide, Abdallah ibn al-Mu'izz, in una battaglia a nord di Ayn Shams, nelle vicinanze del luogo dove la precedente invasione del 971 era stata respinta. I Carmati si ritirarono in Bahrayn, e malgrado le pressioni ricevute da al-A'sam, raggiunsero un compromesso con i Fatimidi rinunciando di fatto a interferire di nuovo nelle questioni del Levante. Le rivolte in Egitto vennero rapidamente soffocate dalle armate fatimidi. Akhu Muslim riuscì a sfuggire alla cattura e fuggì in Arabia, ma fu avvelenato dai suoi ex alleati carmati. Il fallimento dell'invasione carmata pose le basi per la conquista fatimide della Siria messa in atto negli anni successivi.

## Contesto storico
Nel 969, il Califfato fatimide, costituito in Ifriqiya nel 909, conquistò l'Egitto sottraendolo agli Ikhshididi. Dopo la conquista le armate fatimidi furono immediatamente inviate nel Levante, per portare avanti il jihad contro l'Impero bizantino, che aveva appena conquistato Antiochia, nonché come ulteriore tappa di avvicinamento a Baghdad, la sede dei rivali califfi abbasidi, che i Fatimidi intendevano detronizzare in modo da realizzare le proprie ambizioni a un imamato ecumenico. Anche se le residue armate ikhshididi nel Levante meridionale vennero rapidamente sconfitte nell'aprile 970 dal generale fatimide Ja'far ibn Fallah, che espugnò Ramla e Damasco, l'avanzata fatimide fu arrestata da un nemico esterno, i Carmati del Bahrayn.
I Carmati condividevano con i Fatimidi la comune origine, trattandosi di un ramo dissidente della setta ismailita dello Sciismo staccatosi dal troncone principale, filo-fatimide, nell'899. La comunità carmata con il maggior peso era quella del Bahrayn, istituita dal missionario Abu Sa'id al-Jannabi negli anni novanta del IX secolo. Alleatosi con le tribù locali di Beduini del Banu Kilab e Banu Uqayl, nonché con i mercanti del Golfo Persico, Abu Sa'id fu in grado di impadronirsi della capitale della regione, Hajr, e nel 900 consolidò la propria indipendenza sconfiggendo un esercito abbaside spedito per recuperare il controllo del Bahrayn. Negli anni venti del X secolo, spinto dalle previsioni millennialiste del figlio più giovane di Abu Sa'id, Abu Tahir al-Jannabi, lanciò una serie di attacchi al declinante califfato abbaside che culminarono nel Sacco della Mecca del 930. I Carmati ritornarono a relazioni più pacifiche dopo il 939, accettando di astenersi dall'attaccare le carovane Hajj in cambio di regolari pagamenti di denaro. Una ulteriore ondata di incursioni carmate fu lanciata negli anni sessanta del X secolo, dirette contro i possedimenti degli Ikhshididi nel Levante. Condotte da al-Hasan al-A'sam, queste incursioni fruttarono ai Carmati un cospicuo bottino, nonché la promessa di un tributo annuale di 300 000 dinar dal governatore Ikhshidide.
Gli storici medievali, nonché alcuni dei primi studiosi moderni a trattare la storia ismailita, videro una collusione tra le imprese fatimidi in occidente e gli attacchi carmati a oriente, ma la storiografia più recente ha confutato tale tesi. Il califfo abbaside al-Mu'izz (r. 953-975) intraprese diversi tentativi di convincere le sparse comunità carmate a riconoscere la sua leadership, ma anche se tali tentativi ebbero successo in alcune zone, i Carmati di Bahrayn continuarono pervicacemente a rifiutarsi di riconciliarsi con i Fatimidi e le loro pretese. In realtà, la conquista fatimide dell'Egitto e l'espansione nel Levante danneggiarono gli interessi dei Carmati, in quanto significava la cessazione del tributo annuale; inoltre l'intento dichiarato dai Fatimidi di ripristinare la sicurezza dei percorsi degli Hajj minacciava di porre fine alle estorsioni dei Carmati ai danni delle carovane Hajj in cambio di protezione. Di conseguenza, i Carmati fecero fronte comune con le altre potenze regionali in funzione anti-fatimide: tramite la mediazione del califfo abbaside al-Muti', i Carmati divennero il nucleo di una estesa coalizione anti-fatimide, che comprendeva il sovrano hamdanide di Mosul, Abu Taghlib, il sovrano buyide Izz al-Dawla, le tribù beduine del Banu Kilab e Banu Uqayl, e le residue truppe ikhshididi.
Nell'agosto 971, l'esercito carmato, sotto il comando di al-A'sam, invase la Siria e annientò l'esercito fatimide sotto il comando di Ibn Fallah nei pressi di Damasco, ponendo fine alla —fortemente impopolare—dominazione fatimide nel Levante. Seguì una invasione dell'Egitto, ma invece di marciare dritto sulla capitale Il Cairo/Fustat, i Carmati si diressero nel Delta del Nilo per appoggiare rivolte locali anti-fatimidi, dando a Jawhar il tempo per erigere fortificazioni ad Ayn Shams, poco più a nord del Cairo, e reclutare ulteriori truppe. Quando i Carmati si mossero più a sud per attaccare Il Cairo, furono pesantemente sconfitti in battaglia il 24 dicembre 971 e si ritirarono precipitosamente in Palestina, patendo pesanti perdite. In seguito alla ritirata carmata i Fatimidi ripresero Ramla in Palestina nel maggio 972,  ma solo per breve tempo: i Carmati tornarono all'attacco nell'estate 972 costringendo i Fatimidi a ritirarsi in Egitto. D'altra parte, il fallimento dell'invasione carmata permise ai Fatimidi di stabilizzare la situazione in Egitto, e fu così che nel 973 il Califfo al-Mu'izz e la corte lasciarono l'Ifriqiya per porre la propria residenza al Cairo. Le rivolte scoppiate nel Delta e in Alto Egitto vennero soffocate, e un tentativo da parte dei Carmati di offrire soccorso navale alla città ribelle di Tinnis sul Delta fu sventato; al-Mu'izz fece sfilare i prigionieri e le teste dei Carmati caduti, nonché le insegne catturate, per Il Cairo fino all'ingresso principale del palazzo califfale.

## Nuove rivolte e invasione carmata
Quando al-Mu'izz giunse in Egitto, trovò l'erario svuotato. Malgrado il considerevole gettito fiscale fornito dall'Egitto, a cui va aggiunto il cospicuo tesoro con cui Jawhar era partito nel 969, le spese necessarie per stabilizzare la dominazione fatimide, per i tentativi di conquista della Siria e per il respingimento delle invasioni carmate, nonché per la costruzione della nuova capitale Il Cairo, avevano esaurito le riserve finanziarie del paese. Ciò costrinse al-Mu'izz ad alzare immediatamente le tasse e ad annullare tutte le esenzioni e rinvii dei debiti. Queste misure colpirono pesantemente soprattutto le città artigiane sul Delta del Nilo, che erano insorte per le tasse elevate nel corso del 969–970, e di nuovo durante la prima invasione carmata, rivolta che era stata soffocata solo recentemente e non senza difficoltà. La pesante tassazione stabilita dal Califfo accrebbe ancora una volta il malcontento, che ben presto sfociò in rivolte fomentate da agenti carmati che si erano infiltrati in Egitto nell'autunno del 973. Il più celebre di questi ultimi era l'alide Akhu Muslim, rampollo della più importante delle famiglie ashraf dell'Egitto, che si accampò tra Asyut e Akhmim, scacciò gli esattori fiscali fatimidi, e portò dalla propria parte numerosi membri scontenti degli ashraf, soprattutto figli minori (più giovani). Allarmato per il rapido dilagare della rivolta, che aveva ridotto ulteriormente il gettito fiscale, sia il califfo al-Mu'izz sia il principale missionario fatimide, Abu Ja'far Ahmad ibn Nasr, che aveva stretto amicizia con Akhu Muslim prima della conquista fatimide, gli scrissero nel tentativo di persuaderlo ad abbandonare la causa carmata, ma invano.
Nel frattempo, verso la fine del 973, le notizie di una imminente seconda invasione raggiunsero l'Egitto. Per rassicurare i propri seguaci, il Califfo al-Mu'izz fece circolare la storia che il Profeta Maometto e i propri Compagni gli erano apparsi in sogno, e che tra loro vi era Ali—da cui i Fatimidi sostenevano di discendere per legittimare le proprie pretese—che aveva sguainato la spada Dhu'l-Fiqar e tagliato in due la testa di al-A'sam, mentre gli altri Compagni aggredirono gli altri capi carmati con le loro spade. Inoltre il Califfo inviò una lettera ad al-A'sam, che è sopravvissuta verbatim essendo stata inclusa nel materiale raccolto dal polemista anti-fatimide Akhu Muhsin. In tale scritto, al-Mu'izz ribadì le proprie pretese all'imamato e sostenne—falsamente—che gli avi di al-A'sam avevano riconosciuto i fatimidi e li avevano serviti. Il capo carmato fu esortato a ricordare le comuni origini e l'ostilità in comune nei confronti degli Abbasidi —la cui fine era imminente e preordinata divinamente—, nonché di pentirsi e sottomettersi al califfo-imam fatimide. Al-Mu'izz diede al comandante carmato la possibilità di scegliere tra tre opzioni: o restituire tutto il bottino e pagare riparazioni per i soldati fatimidi uccisi fino a quel momento, o riportare i morti in vita, o partire con la propria armata; in quest'ultimo caso, tuttavia, al-Mu'izz promise di dare la caccia ad al-A'sam e di portarlo al Cairo chiuso in gabbia. Si narra che Al-A'sam avesse inviato solo la seguente risposta laconica: "La vostra lettera, che è molto prolissa ma non altrettanto sostanziale, ci è pervenuta; la stiamo seguendo a ruota". Al-A'sam non solo respinse le pretese di al-Mu'izz,  ma rese pubblica la lettera e ribadì la propria opposizione ai Fatimidi e alle loro rivendicazioni, lanciando una ulteriore invasione dei territori fatimidi nella primavera 974.
Con la battaglia ormai imminente, il 30 marzo 974, al-Mu'izz passò in rassegna la propria armata e distribuì denaro e armi alle truppe. Uno dei migliori generali fatimidi, Rayyan, fu inviato al Delta del Nilo con 4000 uomini. Rayyan sconfisse un esercito carmato a Mahalla, ma al-A'sam si mosse con la principale armata carmata a Bilbays, da cui poteva minacciare il Cairo. Ancora una volta fu costretto a ricorrere a una generale chiamata alle armi dell'intera popolazione maschile della capitale per fronteggiare l'avanzata carmata; non ne furono esentati nemmeno i membri della corte, ad eccezione del fratello di Akhu Muslim, Abu Ja'far Muslim, per via dell'alta stima di al-Mu'izz per lui. Il 4 aprile l'avanguardia carmata arrivò ad Ayn Shams e assaltò le fortificazioni erette da Jawhar nel 971. I soldati Berberi al soldo dei Fatimidi respinsero l'attacco, ma nel corso dell'inseguimento furono a loro volta sorpresi da un contrattacco e patirono pesanti perdite. Ciò comportò la defezione di uno dei generali fatimidi, Ali ibn Muhammad al-Khazin, e lo scoppio di rivolte a Fustat. Allo stesso tempo nella capitale giunsero notizie che Akhu Muslim aveva sconfitto un esercito fatimide ad Akhmim. Timoroso di un possibile tradimento da parte degli ex comandanti ikhshididi ora arruolati nel suo esercito, il 12 aprile al-Mu'izz arrestò i loro figli e li deportò al Cairo come ostaggi.
Il 27 aprile, dopo aver radunato tutte le truppe a propria disposizione, il figlio di al-Mu'izz ed erede designato Abdallah condusse le truppe fatimidi a scontrarsi con i Carmati nel letto del lago prosciugato noto come Jubb Umayra o Birkat al-Hajj, poco più a nord di Ayn Shams. Al-A'sam divise il proprio esercito, inviando il fratello, al-Nu'man, a confrontarsi con i Fatimidi in avanzata, mentre egli stesso rimase su una altura che sovrastava il letto del fiume. Abdallah approfittò di tale errore, inviando un corpo per tenere sotto controllo al-A'sam, mentre annientava le truppe di al-Nu'man. Si volse poi contro al-A'sam, che fu sconfitto e sfuggì a stento alla cattura. Diverse fonti arabe orientali attribuiscono la vittoria fatimide alla defezione del capotribù beduino al-Hasan ibn al-Jarrah del Banu Tayy, che fu sospettato di essere stato subornato con 100 000 dinar d'oro. Benché non fosse in contrasto con il comportamento solito dei Beduini, l'impatto della defezione, ammesso che fosse davvero avvenuta, è stata probabilmente esagerato dalle fonti, che sono generalmente ostili ai Fatimidi. L'esercito fatimide si impadronì delle salmerie dei Carmati, nonché di circa 1 500 prigionieri.
Il 26 maggio il vittorioso Abdallah entrò trionfalmente al Cairo, accompagnato dai prigionieri più prominenti su cammelli, e diverse teste mozzate dei caduti carmati in cima alle lance. Il trattamento riservato ai prigionieri non fu uniforme: gli ex ufficiali Ikhshididi furono giustiziati, mentre i comandanti carmati catturati furono liberati dopo alcuni mesi, come mossa distensiva da parte di al-Mu'izz che intendeva entrare in negoziazioni con loro. La vittoria fatimide comportò la fine dell'invasione: al-A'sam si ritirò dapprima in Siria, che però non fu in grado di conservare, e poi in Bahrayn, mentre a sud Akhu Muslim congedò l'esercito esiguo a disposizione e riuscì a stento a sfuggire alla cattura. Bracconato dagli agenti fatimidi, cercò riparo presso i Carmati, i quali tuttavia, trovandosi in guerra con i Buyidi e in trattative di pace con i Fatimidi, lo avvelenarono. Le rimanenti rivolte nel Delta vennero rapidamente soffocate, mentre i ribelli in Alto Egitto opposero resistenza maggiore ma furono anch'essi soggiogati, benché successivamente.

## Conseguenze
Prima della fine dell'anno i Fatimidi, incalzando i Carmati, recuperarono la Palestina e la Siria meridionale, comprese Damasco e Tripoli. La potenza carmata subì un duro contraccolpo e si ridusse al Bahrayn, e si ritornò a relazioni pacifiche con la visita di una ambasceria carmata al Cairo nel luglio 975, ricevuta con tutti gli onori. In questo modo si posero le premesse per la ripresa delle carovane Hajj alle città sante di Mecca e Medina, dove la sovranità del califfo fatimide era ora riconosciuta dai sovrani locali, un importante successo che inorgoglì e conferì ulteriore legittimità ai fatimidi nello scontro ideologico con i califfi abbasidi. La morte di al-Mu'izz nel 975 fu usata come pretesto—molto probabilmente su istigazione carmata—dallo Sharif della Mecca per disconoscere la sovranità fatimide, ma l'invio di un esercito che tagliò le scorte di grano della città lo costrinse in breve tempo a tornare sui propri passi.

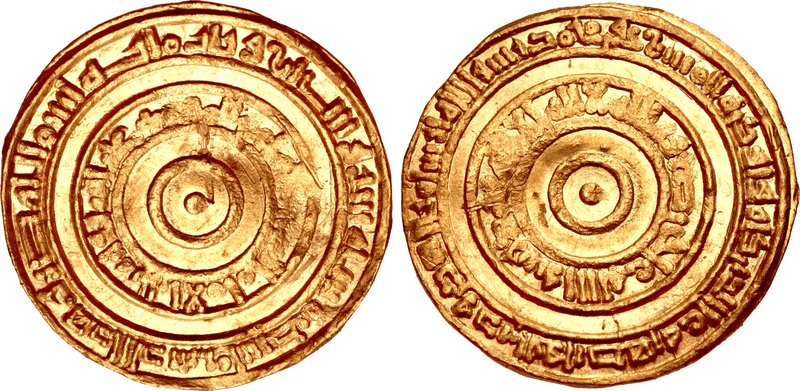
Dinar d'oro del califfo fatimide al-Aziz, emesso in Palestina nell'AH 366 (976/977 d.C.)

In Siria il controllo di Damasco si rivelò fragile come era stato prima delle invasioni carmate: la guarnigione berbera posta dai Fatimidi si rivelò indisciplinata, e il malcontento della popolazione crebbe fino a insorgere apertamente. Infine i Damasceni implorarono l'aiuto di un comandante mercenario turco, Alptakin, fuggito dai tumulti dell'Iraq buyide con 300 seguaci ghulam armati alla pesante per trasferirsi in Siria. Qui aveva sottratto Sidone e Tiberiade ai Fatimidi, prima di entrare a Damasco senza che gli fosse opposta resistenza. Per combattere i Fatimidi, Alptakin ricercò a sua volta l'appoggio dei Carmati, che colsero l'opportunità per rivendicare nuovamente il controllo della Palestina. All'inizio del 976 i Carmati condussero una campagna in Siria, portando con sé dei partigiani di Alptakin che erano rimasti in Iraq. Ancora una volta un esercito carmato occupò Ramla e riscosse tasse in Palestina, mentre l'esercito fatimide si ritirava a Giaffa. Più a nord, Alptakin estendeva i propri domini sulla costa, ma fallì nel tentativo di conquista di ulteriori città costiere del Levante.
Il nuovo califfo fatimide, al-Aziz (r. 975-996), spedì Jawhar con un esercito di 20 000 uomini in Siria, ma anch'esso non riuscì a prendere Damasco, e patì la fame e il gelo nel corso del sopravveniente inverno. Al-Hasan al-A'sam ancora una volta condusse un esercito proveniente dal Bahrayn che espugnò Ramla, mentre l'esercito decimato di Jawhar fu assediato ad Ascalona per 15 mesi, prima di acconsentire a una umiliante capitolazione. Al-Aziz, allora, si risolse a occuparsi personalmente della questione, assumendo il comando dell'esercito e conducendo una spedizione in Siria: il 15 agosto 978 Alptakin fu sconfitto e catturato nella Battaglia di Tawahin, con i suoi soldati turchi e daylamiti che furono reclutati nell'esercito fatimide. I Carmati, che erano ancora in possesso di Tiberiade sotto il successore di al-A'sam, Ja'far, furono subornati con un tributo annuale di 30 000 dinar d'oro, in cambio del riconoscimento della nominale sovranità fatimide e dell'evacuazione della Palestina. Non avrebbero interferito mai più negli affari del Levante. Oltre a Damasco, i Fatimidi rimasero coinvolti in una contesa con i Bizantini per il controllo sull'emirato di Aleppo retto dagli Hamdanidi, che durò fino al 1000 allorquando fu stipulata una tregua duratura. Nel 992, i declinanti Carmati del Bahrayn, sconfitti dai Buyidi e perse tutte le precedenti conquiste territoriali, riconobbero anche formalmente la sovranità politica dei califfi fatimidi, pur conservando le proprie distinte dottrine.